# Robert d'Ursel
Robert Marie Léon hertog d'Ursel (Brussel, 7 januari 1873 - aldaar, 16 april 1955) was een Belgisch politicus voor de Katholieke Partij.

## Biografie
D'Ursel was lid van de familie d'Ursel en een zoon van gouverneur en senator Joseph 6e hertog d'Ursel (1848-1903) en Antonine de Mun (1849-1931). Hij trouwde in 1898 met Sabine Franquet de Franqueville (1877-1941), met wie hij drie kinderen kreeg. Na het overlijden van zijn vader werd hij de 7e hertog en chef van het huis d'Ursel.
Hij was gepromoveerd in de rechten in Leuven en was van 1904 tot 1921 gemeenteraadslid en burgemeester van Hingene. In 1913 werd hij katholiek provinciaal senator voor het arrondissement Antwerpen ter vervanging van de overleden Victor Fris. Hij bleef senator, vanaf 1932 gecoöpteerd, tot 1936.
D'Ursel was in 1910 regeringscommissaris-generaal voor de Wereldtentoonstelling van 1910, erelid van de Vereniging van de Adel en voorzitter van de Royal Automobile Club van België. Hij was drager van verschillende onderscheidingen waaronder grootkruis in de Kroonorde, grootofficier in de Leopoldsorde en commandeur in het Legioen van Eer.